# Fastlane (2019)
Fastlane (2019)  foi um evento de luta livre profissional produzido pela WWE e transmitido em formato pay-per-view(PPV) pelo WWE Network e contou com a participação de lutadores das marcas Raw e SmackDown. Aconteceu em 10 de março de 2019, na Quicken Loans Arena em Cleveland, Ohio. Foi o quinto e penultimo evento promovido sob a cronologia Fastlane.
Dez lutas foram disputadas no evento, incluindo uma no pré-show. No evento principal, o The Shield (Dean Ambrose, Seth Rollins e Roman Reigns) derrotaram o Baron Corbin, Bobby Lashley e Drew McIntyre em uma luta de trios que foi promovida como a luta final do Shield juntos. Outras lutas proeminentes incluíram Becky Lynch derrotando Charlotte Flair por desqualificação, adicionando-a de volta a luta pelo Campeonato Feminino do Raw na WrestleMania 35, e Daniel Bryan reteve o Campeonato da WWE derrotando Kevin Owens e Mustafa Ali em uma luta Triple Threat.

## Histórias
O card foi composto por dez lutas, incluindo uma no pré-show. As lutas resultaram de enredos roteirizados, onde os lutadores retratavam heróis, vilões ou personagens menos distintos em eventos roteirizados que geravam tensão e culminavam em uma luta ou série de lutas. Os resultados foram predeterminados pelos escritores da WWE nas marcas Raw e SmackDown, com histórias produzidas em seus programas semanais de televisão, Monday Night Raw e SmackDown Live.
No Elimination Chamber, The Usos (Jey Uso e Jimmy Uso) derrotaram The Miz e Shane McMahon para vencerem o Campeonato de Duplas do SmackDown. No episódio seguinte do SmackDown, The Miz, que havia sido imobilizado, se desculpou com Shane por custar a luta e implorou a Shane para marcar uma revanche. Os Usos interromperam e insultaram Miz, após o que Shane marcou uma revanche pelos títulos no Fastlane.
No episódio de 12 de fevereiro do SmackDown, Kofi Kingston do The New Day foi um substituto de última hora de Mustafa Ali que havia se lesionado, em uma luta gauntlet para determinar quem entraria por último na luta Elimination Chamber pelo Campeonato da WWE; Kingston derrotou o campeão da WWE Daniel Bryan e durou mais de uma hora antes de ser eliminado. No Elimination Chamber, Bryan manteve o título, com Kingston sendo o último lutador eliminado. No episódio seguinte do SmackDown, foi concedido a Kingston um combate pelo Campeonato da WWE no Fastlane depois de derrotar Bryan em uma luta de trios que apresentou Kingston, AJ Styles e Jeff Hardy contra Bryan, Samoa Joe e Randy Orton. Na semana seguinte, porém, o presidente da WWE, Vince McMahon, interrompeu a assinatura do contrato entre Bryan e Kingston. Embora Vince tenha elogiado Kingston, ele o substituiu por Kevin Owens, afirmando que Owens era mais qualificado e mais merecedor da oportunidade.
No Elimination Chamber, The Boss 'n' Hug Connection (Bayley e Sasha Banks) derrotaram Sonya Deville e Mandy Rose, The Riott Squad (representado por Liv Morgan e Sarah Logan), The IIconics (Billie Kay e Peyton Royce), Naomi e Carmella, e Nia Jax e Tamina em uma luta Elimination Chamber para se tornarem as primeiras Campeãs Femininas de Duplas. Na noite seguinte no Raw, a celebração de Bayley e Sasha foi interrompida por Jax e Tamina, e Jax provocou Banks por não ser capaz de manter um título em suas defesas de título. Na semana seguinte, The Boss 'n' Hug Connection foi escalado para defender os títulos contra Jax e Tamina no Fastlane.
No episódio de 19 de fevereiro do SmackDown, durante um segmento nos bastidores, a Campeã Feminina do SmackDown Asuka foi interrompida por Sonya Deville e Mandy Rose. Rose desafiou Asuka para uma luta sem título e a derrotou devido a uma distração de Lacey Evans. Na semana seguinte, Rose ganhou uma luta pelo título contra Asuka no Fastlane.
No Royal Rumble, Becky Lynch não teve sucesso em reconquistar o Campeonato Feminino do SmackDown, mas depois entrou na luta Royal Rumble feminina e venceu eliminando Charlotte Flair por último, apesar de machucar seu próprio joelho. Na noite seguinte no Raw, Lynch confrontou a Campeã Feminina do Raw, Ronda Rousey, e optou por enfrentá-la na WrestleMania 35. Lynch então recusou um exame médico em seu joelho após uma briga com Flair no SmackDown. Stephanie McMahon deu um ultimato a Lynch: examine o joelho ou será suspensa até que o faça. Lynch ainda se recusou e atacou Stephanie e Triple H. No Raw seguinte, foi revelado que Lynch havia sido medicamente liberada; depois que ela se desculpou pelos ataques, a suspensão foi levantada, no entanto, Vince McMahon anulou Triple H e Stephanie suspendendo Lynch por 60 dias e substituindo-a por Flair como oponente de Rousey na WrestleMania. No episódio do Raw de 25 de fevereiro, Lynch foi presa após atacar Rousey; Rousey então exigiu que Lynch fosse reintegrada e deixou o título no ringue. Na semana seguinte, Stephanie declarou o título vago, reintegrou Lynch e agendou uma luta entre ela e Flair pelo título no Fastlane. Mais tarde, no entanto, Rousey protestou que ela não desocupou o título e estava apenas tentando enviar uma mensagem, o que levou Stephanie a devolver-lhe o título e mudar a estipulação da luta no Fastlane: se Lynch ganhasse, ela seria adicionada de volta para a luta pelo título na WrestleMania para torná-la uma luta triple threat.
No episódio do Raw de 22 de outubro de 2018, Roman Reigns entrou em hiato devido à leucemia e posteriormente desocupou o Campeonato Universal. Mais tarde naquela mesma noite, Dean Ambrose se voltou contra Seth Rollins, sentindo que o The Shield, o havia deixado fraco. Rollins e Ambrose lutaram nos próximos meses, com sua rivalidade culminando em uma luta no TLC: Tables, Ladders & Chairs, onde Ambrose derrotou Rollins. Reigns voltou em 25 de fevereiro de 2019 no episódio do Raw e explicou que sua leucemia estava em remissão e que ele voltaria à ação. Na semana seguinte, Reigns chamou Rollins, querendo reunir o The Shield mais uma vez. Rollins concordou relutantemente, já que isso significava ter que se juntar a Ambrose novamente. Mais tarde, depois que Ambrose foi derrotado por Elias, Reigns e Rollins apareceram, mas Ambrose saiu no meio da multidão. Baron Corbin, Drew McIntyre e Bobby Lashley emboscaram Reigns e Rollins, após o que, Ambrose voltou e ajudou seus ex-irmãos de Shield. Depois de ganhar a vantagem, Ambrose se juntou a Reigns e Rollins para fazerem sua pose característica e uma luta de trios colocando o Shield reunido contra Corbin, McIntyre e Lashley foi marcada para o Fastlane.
No Raw de 11 de fevereiro, The Revival (Dash Wilder e Scott Dawson) derrotaram Bobby Roode e Chad Gable para vencerem o Campeonato de Duplas do Raw. Na semana seguinte, o NXT convocou Aleister Black e Ricochet para fazer sua estreia no plantel principal, eles derrotaram o The Revival em uma luta sem título no episódio de 25 de fevereiro. No episódio de 4 de março, Black e Ricochet ganharam uma luta pelo Campeonato de Duplas do Raw contra The Revival, mas terminou em desqualificação após Roode e Gable atacarem The Revival. Uma luta pelo título de entre as três equipes foi marcada para o Fastlane.
Depois de várias semanas de rivalidade, uma luta entre Andrade e Rey Mysterio foi marcada para o pré-show do Fastlane.
Em 8 de março, uma luta de duplas entre The New Day (representado por Big E e Xavier Woods) e Rusev e Shinsuke Nakamura foi agendada para o pré-show do Fastlane.

## Evento
| Função:                   | Nome:                                                  |
| ------------------------- | ------------------------------------------------------ |
| Comentaristas em inglês   | Michael Cole (Raw)                                     |
| Comentaristas em inglês   | Corey Graves (Todas as lutas)                          |
| Comentaristas em inglês   | Renee Young (Raw)                                      |
| Comentaristas em inglês   | Tom Phillips (SmackDown)                               |
| Comentaristas em inglês   | Byron Saxton (SmackDown)                               |
| Comentaristas em inglês   | Beth Phoenix (Luta pelo Campeonato Feminino de Duplas) |
| Comentaristas em espanhol | Carlos Cabrera                                         |
| Comentaristas em espanhol | Marcelo Rodríguez                                      |
| Comentaristas em alemão   | Carsten Schaefer                                       |
| Comentaristas em alemão   | Tim Haber                                              |
| Comentaristas em alemão   | Calvin Knie                                            |
| Anunciadores de ringue    | Greg Hamilton (SmackDown)                              |
| Anunciadores de ringue    | Mike Rome (Raw)                                        |
| Árbitros                  | Danilo Anfibio                                         |
| Árbitros                  | Jason Ayers                                            |
| Árbitros                  | Mike Chioda                                            |
| Árbitros                  | John Cone                                              |
| Árbitros                  | Darrick Moore                                          |
| Árbitros                  | Chad Patton                                            |
| Árbitros                  | Charles Robinson                                       |
| Árbitros                  | Rod Zapata                                             |
| Entrevistadores           | Charly Caruso                                          |
| Entrevistadores           | Kayla Braxton                                          |
| Painel do pré-show        | Jonathan Coachman                                      |
| Painel do pré-show        | Beth Phoenix                                           |
| Painel do pré-show        | Sam Roberts                                            |
| Painel do pré-show        | David Otunga                                           |
| Painel do pré-show        | Christian                                              |
| Painel do pré-show        | AJ Styles                                              |

### Pré-show
Nos bastidores durante o pré-show do Fastlane, a gerente de R-Truth, Carmella, estava tentando fazer as pessoas assinarem uma petição para que Truth pudesse ter uma revanche pelo Campeonato dos Estados Unidos, já que Truth havia perdido o título no episódio anterior do SmackDown em uma luta fatal four-way para Samoa Joe, que também envolveu Andrade e Rey Mysterio. Joe interrompeu e disse que não tinha problemas em enfrentar nenhum deles. Foi então anunciado que Joe iria defender o Campeonato dos Estados Unidos em uma luta fatal four-way contra Truth, Andrade e Mysterio no show principal, posteriormente cancelando a luta do pré-show entre Andrade e Mysterio.
Também durante o pré-show, Kofi Kingston foi informado de que Vince McMahon queria vê-lo por causa da luta pelo campeonato da WWE no card principal.
No que então se tornou a única luta do pré-show, The New Day (representado por Big E e Xavier Woods) enfrentaram Rusev e Shinsuke Nakamura. No final, Big E e Woods executaram o "Midnight Hour" em Rusev para vencer a luta.

### Lutas preliminares
O pay-per-view começou com The Usos (Jey Uso e Jimmy Uso) defendendo o Campeonato de Duplas do SmackDown contra The Miz e Shane McMahon. O clímax viu Miz aplicar um frog splash em Jey. No entanto, Jey rebateu em um roll-up sobre Miz para reter os títulos. Após a luta, Miz e Shane, desapontados, abraçaram o pai de Miz, que estava na primeira fila. Depois que Shane consolou Miz e seu pai, Shane então atacou Miz por trás, tornando-se um heel.
Em seguida, Asuka defendeu o Campeonato Feminin do SmackDown contra Mandy Rose, que estava acompanhada por Sonya Deville. No final, Rose tropeçou na saia do ringue, que Deville havia movido antes de pegar um taco de kendo, permitindo que Asuka desse um chute no rosto de Rose para reter o título.
Depois disso, Kofi Kingston do The New Day saiu para o que ele pensava ser uma luta triple threat pelo Campeonato da WWE, após Vince McMahon concordar em colocar Kingston na luta pelo Campeonato da WWE com Big E e Xavier Woods banidos do ringue. No entanto, Kingston acabou enfrentando The Bar (Cesaro e Sheamus) em uma luta handicap 2-contra-1, na qual Cesaro e Sheamus poderiam estar no ringue ao mesmo tempo. Depois que The Bar continuou a dominar Kingston, Big E e Woods vieram para ajudar Kingston, mas foram interceptados por Shinsuke Nakamura e Rusev. No clímax, The Bar executou um duplo "White Noise" em Kingston para vencer a luta.
Na quarta luta, The Revival (Scott Dawson e Dash Wilder) defenderam o Campeonato de Duplas do Raw em uma luta triple threat contra as equipes de Bobby Roode e Chad Gable, e Aleister Black e Ricochet. No final, The Revival executou um "Shatter Machine" em Gable para manterem os títulos. Após a luta, Roode, Black e Ricochet atacaram The Revival, com Ricochet e Black realizando seus respectivas finalizadores neles.
Em seguida, Samoa Joe defendeu o Campeonato dos Estados Unidos em uma luta fatal four-way contra R-Truth (acompanhado por Carmella), Andrade (acompanhado por Zelina Vega) e Rey Mysterio. No final, Joe aplicou um "Coquina Clutch" em Mysterio, que desmaiou, então Joe manteve o título.
Depois disso, The Boss 'n' Hug Connection (Bayley e Sasha Banks) defenderam o Campeonato Feminino de Duplas contra Nia Jax e Tamina. No clímax, Bayley executou um hurricanrana em Jax para manter os títulos. Após a luta, Jax e Tamina atacaram Banks e Bayley. Beth Phoenix, que estava nos comentários, veio em seu auxílio, mas foi atacada por Jax e Tamina. Natalya então saiu para ajudar, mas também foi atacada por Jax e Tamina.
Em seguida foi a luta triple threat pelo Campeonato da WWE que Vince McMahon anunciou anteriormente. Após Kevin Owens e o campeão da WWE Daniel Bryan (acompanhado por Rowan) fazerem suas entradas, Mustafa Ali foi então revelado como o terceiro participante. No final, Bryan aplicou um running knee em Ali para reter o título. Após a luta, Rowan executou um chokeslam em Ali.
Na penúltima luta, Becky Lynch enfrentou Charlotte Flair com a estipulação de que se Lynch ganhasse, ela seria adicionada de volta à luta pelo Campeonato Feminino do Raw na WrestleMania 35 para fazer dessa luta uma luta triple threat. Lynch apareceu com muletas e durante a luta, Flair se concentrou no joelho machucado de Lynch. No final, quando Flair aplicou o "Figure-Eight Leglock", a Campeã Feminina do Raw Ronda Rousey saiu e atacou Lynch, fazendo com que Lynch vencesse por desqualificação. Devido à vitória de Lynch, ela foi adicionada a luta pelo Campeonato Feminino do Raw na WrestleMania 35.
Em um pequeno segmento, Elias apareceu para cantar para a multidão, mas foi interrompido por Lacey Evans, que desceu a rampa e saiu. Randy Orton então surpreendeu o distraído Elias com um "RKO". AJ Styles então apareceu e executou um "Phenomenal Forearm" em Orton.

### Evento principal
No evento principal, The Shield (Dean Ambrose, Roman Reigns e Seth Rollins) enfrentaram Baron Corbin, Drew McIntyre e Bobby Lashley em uma luta de trios. No final, The Shield executou uma powerbomb triplo em McIntyre através da mesa dos comentaristas e depois outro powerbomb triplo em Corbin para a vitória. Depois, os três se abraçaram no ringue e realizaram sua pose característica encerrar o evento.

## Depois do evento

### Raw
Na noite seguinte no Raw, The Shield abriu o show. Roman Reigns afirmou que, se Fastlane foi a luta final do The Shield juntos, ele não se arrependeu. Reigns então agradeceu Dean Ambrose e Seth Rollins, após o que Rollins voltou sua atenção para sua luta na WrestleMania 35 contra o Campeão Universal Brock Lesnar. Depois que o porta-voz de Lesnar, Paul Heyman, saiu, Rollins foi atacado pelas costas por Shelton Benjamin, um dos velhos amigos de Lesnar. Os dois então tiveram uma luta que Rollins venceu. Reigns depois estava programado para ter sua primeira luta individual no Raw em cinco meses e contra Baron Corbin, mas foi atacado por Drew McIntyre. Rollins e Ambrose vieram ajudar Reigns. Ambrose então enfrentou McIntyre em uma luta falls count anywhere mas foi derrotado.
A Campeã Feminina do Raw, Ronda Rousey, disse que interferiu na luta de Becky Lynch e Charlotte Flair para envergonhar e expor as duas. Ela disse que ambas eram uma piada e poderia derrotar ambas em uma luta handicap. Rousey foi interrompida por Dana Brooke, no entanto, Rousey atacou Brooke.
Aleister Black e Ricochet então enfrentaram e derrotaram Bobby Roode e Chad Gable. Depois disso, The Revival atacou Black e Ricochet por trás.
Natalya, acompanhada por Beth Phoenix, enfrentou Nia Jax, acompanhada por Tamina. A luta terminou em desqualificação após Phoenix atacar Jax. Após a luta nos bastidores, The Boss 'n' Hug Connection (Bayley e Sasha Banks) atacaram Jax e Tamina.

### SmackDown
No episódio seguinte do SmackDown, The New Day (Big E, Kofi Kingston e Xavier Woods) confrontaram Vince McMahon e Kingston perguntou o que ele tinha que fazer para conseguir uma luta pelo Campeonato da WWE. Mr. McMahon afirmou que Kingston não era material para o título, mas se ele pudesse derrotar Randy Orton, Samoa Joe, Cesaro, Sheamus e Rowan em uma luta gauntlet na semana seguinte, ele receberia uma luta pelo Campeonato da WWE contra Daniel Bryan na WrestleMania 35.
Shane McMahon dirigiu seu ataque a The Miz. Ele disse que estava cansado de ser usado e que gostou de bater em Miz e queria fazer isso de novo na WrestleMania 35. Ele então agendou uma luta entre ele e Miz para a WrestleMania 35.
Randy Orton comparou sua carreira na WWE com a carreira de AJ Styles nas indies, incluindo o tempo de Styles na Ring of Honor e TNA. Após mais insultos entre os dois, Styles desafiou Orton para uma luta na WrestleMania 35.
Sonya Deville enfrentou Asuka em uma luta sem título. Um incidente semelhante ocorreu com a saia do ringue, mas desta vez com Mandy Rose fazendo Deville tropeçar nele, fazendo com que ela perdesse a luta.
Becky Lynch afirmou que ela usou jogos mentais em Ronda Rousey, essencialmente enganando-a para fazer Lynch voltar para a luta WrestleMania. Charlotte Flair então apareceu e afirmou que nem Lynch nem Rousey seriam relevantes sem ela e que ela era "Ms. WrestleMania".
Samoa Joe e Andrade se uniram para enfrentar R-Truth e Rey Mysterio, no qual Mysterio derrotou Joe. Joe então atacou Truth após a luta.
Daniel Bryan enfrentou Mustafa Ali e Kevin Owens em uma luta triple thereat pelo Campeonato da WWE que Bryan venceu.

## Resultados
| Nº                                          | Resultados | Estipulações | Tempo |
| ------------------------------------------- | --- | --- | ----- |
| Pré- show                                   | The New Day (Big E e Xavier Woods) derrotaram Shinsuke Nakamura e Rusev (com Lana)                              | Luta de duplas | 13:20 |
| 1                                           | The Usos (Jey Uso e Jimmy Uso) (c) derrotaram The Miz e Shane McMahon                                           | Luta de duplas pelo Campeonato de Duplas do SmackDown                                                                       | 14:10 |
| 2                                           | Asuka (c) derrotou Mandy Rose (com Sonya Deville)                                                               | Luta individual pelo Campeonato Feminino do SmackDown                                                                       | 6:40  |
| 3                                           | The Bar (Cesaro e Sheamus) derrotaram Kofi Kingston                                                             | Luta handicapBig E e Xavier Woods estavam banidos do ringside.                                                              | 5:15  |
| 4                                           | The Revival (Dash Wilder e Scott Dawson) (c) derrotaram Aleister Black e Ricochet, Bobby Roode e Chad Gable     | Luta triple threat de duplas pelo Campeonato de Duplas do Raw                                                               | 10:50 |
| 5                                           | Samoa Joe (c) derrotou Andrade (com Zelina Vega), R-Truth (com Carmella) e Rey Mysterio                         | Luta fatal four-way pelo Campeonato dos Estados Unidos                                                                      | 10:50 |
| 6                                           | The Boss 'n' Hug Connection (Bayley e Sasha Banks) (c) derrotaram Nia Jax e Tamina                              | Luta de duplas pelo Campeonato Feminino de Duplas                                                                           | 7:05  |
| 7                                           | Daniel Bryan (c) (com Rowan) derrotou Mustafa Ali e Kevin Owens                                                 | Luta triple threat pelo Campeonato da WWE                                                                                   | 18:45 |
| 8                                           | Becky Lynch derrotou Charlotte Flair por desqualificação                                                        | Luta individual Se Lynch vencesse, ela seria adicionada de volta a luta pelo Campeonato Feminino do Raw na WrestleMania 35. | 8:45  |
| 9                                           | The Shield (Dean Ambrose, Seth Rollins, e Roman Reigns) derrotaram Baron Corbin, Bobby Lashley, e Drew McIntyre | Luta de trios | 24:50 |
| (c) – Refere-se aos campeões antes da luta. | | |       |